# Wisconsin card sorting test
De Wisconsin card sorting test (WCST) wordt veel gebruikt binnen het neuropsychologische onderzoek (npo) om stoornissen in cognitieve flexibiliteit op te sporen. Men spreekt in dit verband ook wel van executieve functies: de cognitieve operaties die nodig zijn voor het produceren van doelgericht gedrag.

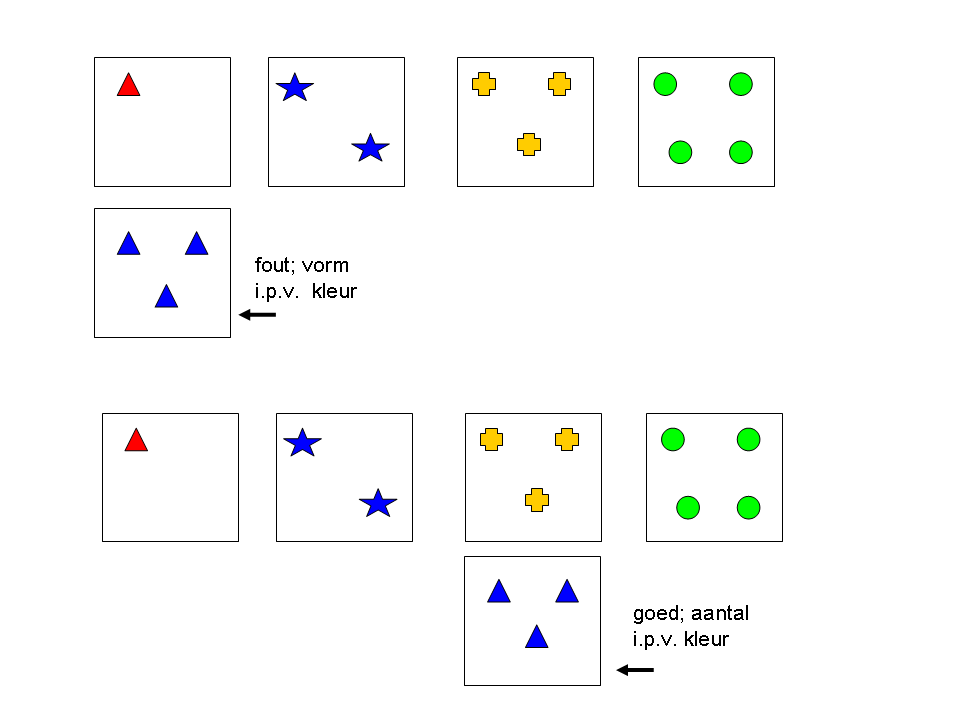
Voorbeeld van WCST met foute (boven) en goede (onder) trial

Executieve functies omvatten het vasthouden en manipuleren van informatie die van belang is om in wisselende situaties een taak effectief te kunnen uitvoeren. Ook processen als het werkgeheugen, het benutten van terugkoppeling over de eigen taakverrichting en het ontdekken van fouten ('foutenbewaking') vallen hieronder. De WCST is vooral gericht op 'set shifting' (of: 'task-switching') het vermogen om tijdens een cognitieve taak van doel te wisselen.

## De taak
In de WCST krijgt men een gemengde stapel kaarten aangeboden (standaard 128 kaarten). Elke kaart bevat een van drie mogelijke attributen: kleur, aantal en vorm, waarbij elk attribuut vier kenmerken heeft. Dit zijn: kleur: rood, geel, groen, blauw, aantal: 1, 2, 3, 4 en vorm: kruis, driehoek, cirkel en ster). De patiënt krijgt nu opdracht de kaarten in vier stapels te sorteren. De proefleider zegt alleen of iets fout of goed gedaan is. Als men bijvoorbeeld heeft gekozen voor het attribuut kleur, zegt de proefleider na een aantal goede sorteringen: fout. De bedoeling is dat de patiënt nu zelf een nieuwe criterium kiest (bijvoorbeeld vorm). De test eindigt als de patiënt een bepaald aantal categorieën correct heeft gesorteerd of als alle kaarten op zijn. Voor de score wordt gekeken naar het aantal fouten (specifiek perseveraties) en het aantal categorieën dat de patiënt heeft gehaald.

## Afwijkingen
Bij stoornissen in executieve functies hebben patiënten moeite met dit omschakelen. Zij blijven als het ware 'plakken' aan het oude criterium. Door Milner is aangetoond dat vooral laesies in de (linker) dorsolaterale prefrontale schors (brodmanngebied 9) leiden tot perseveratie in de WCST.
Kinderen doen het op de WCST minder goed dan volwassenen. Deels komt dit doordat zij sneller afgeleid zijn, wat bij de WCST te zien is als 'failure to maintain set' (ze weten dan de goede regel maar maken toch fouten); deels door moeite met omschakelen tussen taken. Pas in de late adolescentie halen zij het niveau van volwassenen.